# Emmanuel Théaulon
Marie-Emmanuel-Guillaume-Marguerite Théaulon de Lambert, más conocido  Emmanuel Théaulon, (Aigues-Mortes, 14 de agosto de 1787 - 14 de agosto  de 1841) fue un compositor, libretista y dramaturgo francés.

## Biografía
Antes de dedicarse plenamente en el teatro, Emmanuel Théaulon empezó siendo inspector de aduanas y posteriormente, inspector de hospitales militares. No fue hasta años después, cuando dedicó una oda a recién nacido Napoleón II, que recibió los primeros elogios y distinciones, especialmente por parte de su primogénito, el emperador Bonaparte. En 1814, dedicó su primera obra de teatro a los Borbones, llamada Les Clefs de Paris, ou le Dessert d’Henri IV'. El año siguiente compuso y organizó la publicación de las proclamas en honor del rey Luis XVIII. También colaboró con distintos periódicos y otras publicaciones de clara índole en favor de la realeza, tales como Le Nain rose, La Foudre o L’Apollon.
A lo largo de su carrera, muy vinculada siempre con las altas instancias del poder, Théaulon llegó a componer más de doscientas cincuenta obras, la mayoría de las cuales durante la Restauración borbónica en Francia, hecho que marcó claramente la temática de gran parte de sus creaciones. Un gran número de sus obras fueron escritas con gran rapidez, y algunas veces, se quedaron sólo en meres esbozo cuyo estilo a menudo deja mucho que desear, pero que sin faltar el ingenio y la belleza en sus frases.
Théaulon también escribió dos comedias en cinco actos escritas en verso; L'Artiste ambitieux (1820) y L'Indiscret (1825), ambas representadas en el Teatro del Odéon de París.

## Obras destacadas
- 1811, Ode sur la naissance du Roi de Rome.
- 1812, Le Faux Duel, ou Le Mariage par sensibilité, en colaboración con Henri Simon.
- 1813, Les Bêtes savantes, en colaboración con Théophile Marion Dumersan y Armand Dartois (estrenada por primera vez en el Théâtre du Vaudeville).
- 1817, Paris à Pékin, ou La Clochette de l'Opéra-Comique, en colaboración con Marc-Antoine-Madeleine Désaugiers y Armand Dartois (estrenada por primera vez en el Théâtre du Vaudeville).
- 1818, Le Petit Chaperon Rouge, con música a cargo de François Adrien Boieldieu.
- 1819, La Féerie des arts, ou Le Sultan de Cachemire, en colaboración con Gabriel de Lurieu, Armand Dartois y Francis Baron d'Allarde (estrenada por primera vez en el Théâtre du Vaudeville).
- 1822, Les Blouses, ou La Soirée à la mode, en colaboración con Gabriel de Lurieu y Achille d'Artois (estrenada por primera vez en el Théâtre des Variétés).
- 1829, Jovial en prison, en colaboración con Gabriel de Lurieu y Théodore Anne.
- 1824, Le Grenadier de Fanchon, en colaboración con Pierre Carmouche y Nicolas Brazier (estrenada por primera vez en el Théâtre des Variétés).
- 1825:
  - Le Bénéficiaire, en colaboración con Charles-Guillaume Étienne (estrenada por primera vez en el Théâtre des Variétés).
  - Le Compagnon d'infortune, ou Les Prisonniers, en colaboración con Jacques Arago (estrenada por primera vez en el Théâtre des Variétés).
- 1826, La Fée du voisinage, ou la Fête au hameau, en colaboración con Frédéric de Courcy y Rousseau (estrenada por primera vez en el Théâtre de Madame).
- 1827:
  - Cinq heures du soir, ou le Duel manqué, en colaboración con Mélesville y Pierre Carmouche (estrenada por primera vez en el Théâtre des Variétés).
  - Le Paysan perverti, ou Quinze ans de Paris (estrenada por primera vez en el Théâtre du Gymnase).
  - L'Ami Bontems, ou La Maison de mon oncle, e colaboración con Mélesville (estrenada por primera vez en el Théâtre des Nouveautés).
- 1833, La Danseuse de Venise, en colaboración con Desforges (estrenada por primera vez en el Théâtre du Palais Royal).
- 1835:
  - La Périchole ou La Vierge du soleil, en colaboración con Desforges (Théâtre du Palais Royal).
  - Anacharsis, ou Ma Tante Rose, en colaboración con Frédéric de Courcy y Nicolas Brazier (estrenada por primera vez en el Théâtre du Vaudeville).
  - Les Marais-Pontins, ou Les Trois Bijoux, en colaboración con Eugène de Planard y Charles Lange (estrenada por primera vez en el Théâtre du Palais Royal).
  - La Périchole, ou La Vierge du soleil, en colaboración con Desforges (estrenada por primera vez en el Théâtre du Palais Royal).
  - Les Infortunes de Jovial, huissier chansonnier en colaboración con Frédéric de Courcy, (estrenada por primera vez en el Théâtre des Folies-Dramatiques).
- 1836:
  - Les Chansons de Desaugiers, en colaboración con Frédéric de Courcy (estrenada por primera vez en el Théâtre du Palais Royal).
  - Venise au 6ème étage, ou La Manie des bals masqués en colaboración con Langle y Frédéric de Courcy (estrenada por primera vez en el Théâtre du Palais Royal).
  - Actéon et le centaure Chiron, en colaboración con Félix-Auguste Duvert y Adolphe de Leuven, música a cargo de M. Chassaigne (estrenada por primera vez en el Théâtre du Palais Royal).
  - La Belle Écaillère, en colaboración con Gabriel de Lurieu (estrenada por primera vez en el Théâtre de la Gaîté).
  - Carmagnole, ou Les Français sont des farceurs en colaboración con Ernest Jaime y Desforges (estrenada por primera vez en el Théâtre des Variétés).
- 1837:
  - Crouton, chef d'école, ou Le Peintre véritablement artiste, en colaboración con Gabriel de Lurieu y Frédéric de Courcy (estrenada por primera vez en el Théâtre des Variétés).
  - Le Père de la débutante, en colaboración con Jean-François-Alfred Bayard (estrenada por primera vez en el Théâtre des Variétés).
  - La Dot de Cécile, en colaboración con Gabriel de Lurieu y Angel (estrenada por primera vez en el Théâtre du Palais Royal).
  - Spectacle à la cour, Lubize y Gustave Albitte (estrenada por primera vez en el Théâtre du Gymnase).
- 1838, Le Lac de Gomorrhe, ou La Bourse de Paris, en colaboración con Étienne Arago (estrenada por primera vez en el Théâtre du Vaudeville).
- 1839, Nanon, Ninon et Maintenon, ou Les Trois Boudoirs, en colaboración con Jean-Pierre-François Lesguillon y Achille d'Artois (estrenada por primera vez en el Théâtre du Palais Royal).